# Bundesarbeitsgemeinschaft für Rehabilitation
Die Bundesarbeitsgemeinschaft für Rehabilitation (BAR) e. V. ist eine Arbeitsgemeinschaft zur Förderung und Koordinierung der Rehabilitation und Teilhabe behinderter Menschen in Deutschland gem. § 94 SGB X.
Sie ist eine gemeinsame Repräsentanz von:
- der Bundesagentur für Arbeit und der Bundesländer

- der Deutschen Gesetzlichen Unfallversicherung und der Deutschen Rentenversicherung
- der Spitzenverbände der landwirtschaftlichen Sozialversicherung und der Sozialpartner
- der Bundesarbeitsgemeinschaften der Integrationsämter und Hauptfürsorgestellen
- der Bundesarbeitsgemeinschaft der überörtlichen Träger der Sozialhilfe und der Eingliederungshilfe und
- der gesetzlichen Krankenversicherung sowie der Kassenärztlichen Bundesvereinigung.

1969 erfolgte die Gründung der BAR auf Initiative der Sozialpartner zur Sicherstellung und Gestaltung der Rehabilitation im Gesamtsystem der sozialen Sicherung – insbesondere durch Deregulierung und Dezentralisierung als bessere Alternative gegenüber der Tendenz zu staatlicher Regelung.

## Hintergrund
Die Rehabilitation ist im deutschen gegliederten System der sozialen Sicherheit einer Vielzahl von Sozialleistungsträgern zugeordnet. Neben den Rehabilitationsträgern gibt es im komplexen Rehabilitationswesen eine Vielzahl von weiteren Beteiligten (z. B. Rehabilitationskliniken, Berufliche Rehabilitationseinrichtungen, Behinderten- und Selbsthilfeorganisationen usw.), mit denen eine Abstimmung und Zusammenarbeit erfolgen muss.
Eine kontinuierliche und umfassende Rehabilitation kann nur durch Koordination und Kooperation gewährleistet werden. Es muss sichergestellt sein, dass Zuständigkeitsfragen eindeutig geklärt und Leistungen einheitlich erbracht werden, im Einzelfall eine Verzahnung der Behandlung am Wohnort mit der Behandlung in den Rehabilitationseinrichtungen erfolgt und die inhaltliche und zeitliche Abstimmung einzelner Therapiemaßnahmen gewährleistet ist. Die notwendigen Rahmenbedingungen hierfür werden bundesweit u. a. von der Bundesarbeitsgemeinschaft für Rehabilitation (BAR) erarbeitet.

## Aufgabe
Satzungsgemäß ist es primäres Ziel und Anliegen der BAR, darauf hinzuwirken, dass die Leistungen der Rehabilitation nach gleichen Grundsätzen zum Wohle der behinderten und chronisch kranken Menschen durchgeführt werden. Die BAR bemüht sich bei enger Kooperation und Koordination der beteiligten Leistungsträger mit einem interdisziplinären Ansatz im Zusammenspiel mit Fachdisziplinen, Berufsgruppen und Betroffenen um eine passende Rehabilitation.
In der durch das Gesetz zur Stärkung des Wettbewerbs in der gesetzlichen Krankenversicherung (GKV-WSG) eingefügten Vorschrift des § 20 Abs. 2a SGB IX ist festgelegt, dass die Spitzenverbände der Rehabilitationsträger nach § 6 Abs. 1 Nr. 1 und 3 bis 5 SGB IX im Rahmen der Bundesarbeitsgemeinschaft für Rehabilitation (BAR) grundsätzliche Anforderungen an ein einrichtungsinternes Qualitätsmanagement nach § 20 Abs. 2 Satz 1 SGB IX sowie ein einheitliches, unabhängiges Zertifizierungsverfahren vereinbaren, mit dem die erfolgreiche Umsetzung des Qualitätsmanagements in regelmäßigen Abständen nachgewiesen wird. Dieser § 20 Abs. 2a SGB IX a. F. wurde durch das BTHG verschoben in den § 37 Abs. 3 SGB IX n. F.

## Rechtsaufsicht
Die Bundesarbeitsgemeinschaft für Rehabilitation untersteht der Rechtsaufsicht des Bundesministeriums für Arbeit und Soziales.